# Fuerte de San Miguel (Venlo)
El Fuerte de San Miguel (en holandés: Fort Sint-Michiel) es una antigua fortaleza situada en Venlo, en la provincia holandesa de Limburgo. El fuerte fue inspirado en el arcángel Miguel, que en el libro de las Revelaciones el Arcángel Miguel peleó contra Satán y se convirtió en el protector de Israel. La construcción del Fuerte de San Miguel se inició en 1641 en el Día de San Miguel, 29 de septiembre.

## Historia

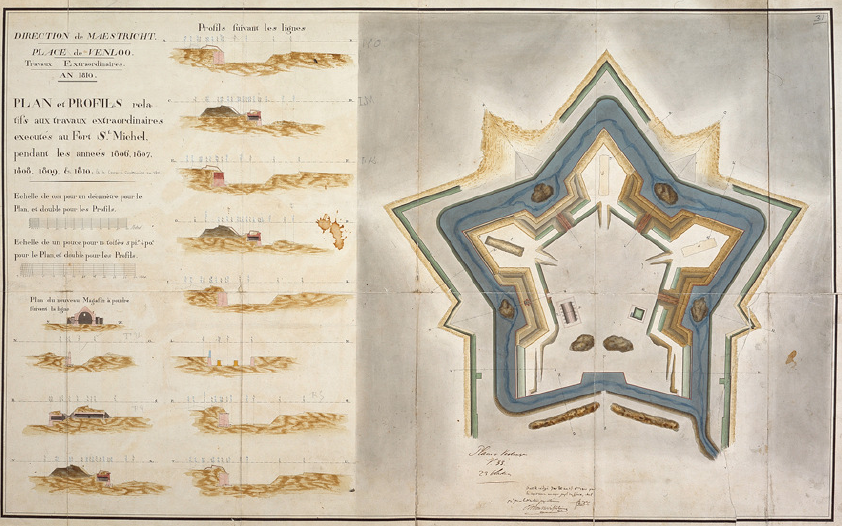
Fuerte San Miguel en un mapa de 1810.

Hacia 1450 ya había una fortificación en la orilla oeste del río Mosa, detrás del embarcadero Staay en la ubicación del cuartel presente. Este era una empalizada de madera. Un cinturón de bastiones y canales fue construido alrededor de Venlo, y los soldades fueron encuartelados entre la ciudadanía.

### Guerra de los Ochenta Años
Durante la Guerra de los Ochenta Años, Guillermo de Orange pretendió por primera conquistar la ciudad de Venlo a Felipe II de España en 1572, pero fracasó. En 1579, su hijo Mauricio hizo otro intento, esta vez funcionó y fue llamada Venlo.
En 1585, en la orilla occidental del Mosa se construyó un hornabeque, que consistía en una rampa con caseta de vigilancia.  Sirvió como base al año siguiente durante el asedio de Alejandro Farnesio (duque de Parma), al servicio del rey de España. En junio de 1586 Venlo estaba de nuevo en manos españolas.
En 1632 el príncipe Federico Enrique, conquistador de las ciudades (en holandés: "de Stedendwinger"), arrebató Venlo a los españoles durante la Guerra de los Ochenta Años. Los españoles rodearon completamente el fuerte y el 25 de agosto 1637, Federico Enrique volvió a perder el fuerte y la ciudad después de un largo y pesado calvario. Los españoles decidieron mejorar la defensa de la ciudad. Aunque desde el siglo XVI había existido una buena estructura defensiva al lado del río, el Steenen Bolwerck (Baluarte de Piedra), construyeron un fuerte a la otra orilla del Mosa. El nombre (fuerte de San Miguel) se debe a que fue inaufurado el 29 de septiembre de 1641, día de San Miguel. En 1646 Federico Enrique hizo otro intento de apoderarse del fuerte y de la ciudad. Dado que la fortaleza estaba lista ya (desde 1644 funcionaba completamente), este intento fracasó.

### Paz de Westfalia y la Guerra de Sucesión española
En la Paz de Westfalia, la fortaleza de Venlo fue cedida a la República de los Siete Países Bajos Unidos, pero Venlo seguía en manos españolas. La fortaleza sufrió un ataque entre el 29 de agosto y el 13 de septiembre de 1702. Los holandeses dispararon algunos tiros de júbilo a causa de una victoria en otro lugar, y estos fueron interpretados por el comandante del fuerte como un nuevo ataque, y se rindió al no sentirse capaz de resistir otro ataque. Es así como Menno van Coehoorn logra conquistar tanto la fortaleza como la ciudad. En ese año, el conde de Varo fue nombrado gobernador del fuerte. 
Después se erigieron otras tres fortalezas alrededor de la ciudad: el Fuerte Ginkel (para el puerto de Geldern), el Fuerte Beerendonck (delante de la iglesia de San Martìn) y el Fuerte de Colonia (para el puerto Keulsepoort). La puerta de Tegelen, construida en el siglo XIV cerca de la calle de los judíos, fue reemplazada por la puerta de Roermond). También se construyeron importantes edificios militares en la ciudad: el Arsenal, dos polvorines - además de la iglesia de San Martín y Helschriksel - y dos grandes edificios cuartelarios en la Puerta de Roermond. La construcción de estos dos cuarteles alivió la presión que suponía la guarnición para la ciudad.

### Periodo francés y belga
El 12 de febrero de 1793, la fortaleza fue ocupada por tropas francesas. Después de la caída de Napoleón Bonaparte, los franceses tuvieron que retirarse y tanto la fortaleza como las  fortificaciones estaban de nuevo en manos de los holandeses.
Desde el siglo XVIII algunos informes inciden negativamente sobre la calidad del fuerte de San Miguel. La fortaleza estaba demasiado lejos del Mosa, y era por lo tanto relativamente fácil para el enemigo de tomarla y servir precisamente como base contra la ciudad, por lo que en 1831 se construyó el Fuerte de Leopoldo durante la Revolución belga.

## Fuera de servicio

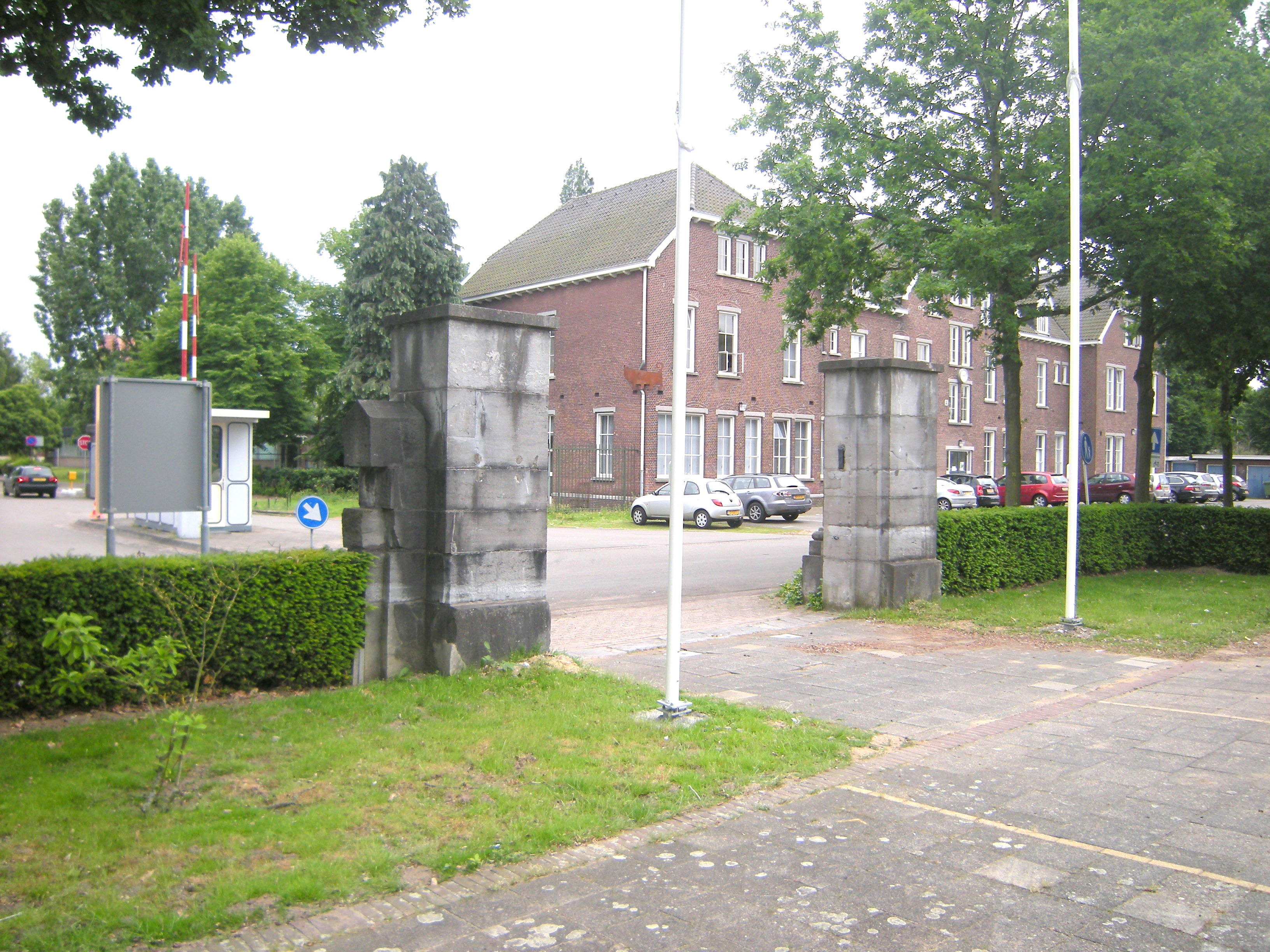
Dos pilares, únicos restos visibles ahora del fuerte de San Miguel.

En 1867 las fortificaciones fueron demolidas rápidamente. Sólo en el Mosa (El Luif) y en el jardín del monasterio Mariaweide han permanecido partes de la muralla de la ciudad. Por encargo de la Comisión Nacional, IR Van Gendt diseñó un plan para nuevas calles de la ciudad vieja. El gobierno no exigió que el cuartel de los frailes permaneciera en uso, y en 1909 llegaron a un acuerdo con el ayuntamiento para cerrar los cuarteles. El municipio recibió el cuartel y el gobierno cedió a cambio los terrenos de la antigua ciudadela de San Miguel, siendo demolidos el antiguo monasterio (con excepción de la Iglesia de la Juventud actual) y el cuartel.

### Cuartel de Federico Enrique
En el sitio del fuerte de San Miguel se construyó en 1910-1913 el cuartel Federico Enrique, un gran complejo que comprende un edificio de la Guardia, cobertizos, gimnasio, edificios privados, almacenes de armas, establos y hospital. Desde el principio albergó una unidad de infantería y desde 1947 la policía militar. Después de la Segunda Guerra Mundial, se instaló una escuela militar. Ahora ha tocado a su fin la presencia militar en Venlo.

## El futuro
El municipio de Venlo ha adquirido los terrenos y, con el nombre del proyecto MFC El Cuartel, un plan para la reurbanización de prácticamente todo el cuartel. Incluir un nuevo estadio de fútbol en el sitio debe ser construida. La policía ha desaparecido desde el campo y en el edificio en el borde de el sitio que deja tras de sí es una agencia de la reintegración basada.
El 10 de noviembre de 2010, el municipio de Venlo dio a conocer que hay partes de la antigua fortaleza de San Miguel se han descubierto, que está en buenas condiciones. Que esto es un descubrimiento histórico se refiere, sin duda. En la actualidad el municipio quiere reflexionar sobre lo que quieren hacer con estos residuos. A principios de 2011, y posteriormente el desarrollo de esta área se darán a conocer.
Los restos son considerados únicos en los Países Bajos, ya que este es uno de los pocos fuertes construidos por los intereses españoles en suelo holandés. Sobre todo la integridad juega un papel importante. La singularidad radica en un informe arqueológico, precisamente, en la integridad de lo conservado en su totalidad.
El 13 de agosto de 2011, un grupo de acción estableció que si los esfuerzos de conservación de la fortaleza se encuentra. Una entrevista con uno de los iniciadores, el periódico local fue casi inmediatamente asumida por los medios de comunicación nacionales. El grupo de acción quiere asegurarse de que los planes del municipio para la adaptación de la fortaleza y la hace accesible al público, por ejemplo Bourtange y Naarden.
El 17 de febrero se anunció que el municipio quiere excavar una parte del fuerte y quiere hacerlo visible en todo su esplendor. Con este, en fin 2013 comenzó la reconstrucción de uno de los cinco puntos, incluyendo un muro de cinco metros de altura.